# Thới Hòa (xã)
Thới Hòa là một xã cũ thuộc huyện Trà Ôn, tỉnh Vĩnh Long, Việt Nam.

## Địa lý
Xã Thới Hòa nằm ở phía nam huyện Trà Ôn, có vị trí địa lý:
- Phía đông giáp xã Hòa Bình
- Phía tây giáp xã Hựu Thành
- Phía nam giáp huyện Vũng Liêm
- Phía bắc giáp xã Trà Côn.

Xã Thới Hòa có diện tích 18,47 km², dân số năm 1999 là 9.077 người, mật độ dân số đạt 491 người/km².

## Hành chính
Xã Thới Hòa được chia thành 5 ấp: Ninh Hòa, Ninh Thuận, Tường Hưng, Tường Thọ, Tường Tín.

## Lịch sử
Ngày 6 tháng 12 năm 2019, Hội đồng Nhân dân tỉnh Vĩnh Long ban hành Nghị quyết 228/NQ-HĐND về việc:
- Sáp nhập một phần ấp Tường Thịnh vào ấp Tường Hưng
- Sáp nhập một phần ấp Tường Thịnh vào ấp Ninh Thuận
- Sáp nhập toàn bộ ấp Tường Nghĩa vào ấp Tường Tín
- Sáp nhập toàn bộ ấp Tường Phước vào ấp Tường Thọ.